# Legend of 2PM
Legend of 2PM é o segundo álbum de estúdio em japonês (quarto no geral) da boy band sul-coreana 2PM. Foi lançado em 13 de fevereiro de 2013 em três edições: 
- Edição Regular: CD [2]
- Edição Limitada A: CD + DVD [3]
- Edição Limitada B: CD + CD [4]

Existem nove faixas novas neste álbum. As faixas "Beautiful" e "Masquerade" também estão incluídas neste álbum. "This Is Love" e "So Bad" foram lançadas digitalmente na iTunes Store em 18-19 de fevereiro de 2013, como singles promocionais do álbum.

## Lista de faixas
| Lista de faixas (todas as edições) |                                                                       |                                                           |         |  |
| N.º                                | Título                                                                | Letras                                                    | Duração |  |
| 1.                                 | "The Legend"                                                          |                                                           | 0:58    |  |
| 2.                                 | "Masquerade" (マスカレード ～Masquerade～; Masukarēdo) (Versão álbum) | PA-NON, Michael Yano                                      | 3:59    |  |
| 3.                                 | "Beautiful"                                                           | J.Y. Park "The Asiansoul", Nice73, Natsumi Watanabe       | 3:58    |  |
| 4.                                 | "So Bad"                                                              | J.Y. Park "The Asiansoul", Natsumi Watanabe・Michael Yano | 3:25    |  |
| 5.                                 | "Only One"                                                            | Natsumi Watanabe・Garfunkel                               | 3:08    |  |
| 6.                                 | "Missing You"                                                         | Dokebi Punch・PA-NON, Michael Yano                        | 3:12    |  |
| 7.                                 | "Want You Back"                                                       | Dokebi Punch, PA-NON, Michael Yano                        | 4:07    |  |
| 8.                                 | "This Is Love"                                                        | Lee Junho, Mai Watarai, Michael Yano                      | 4:06    |  |
| 9.                                 | "Kimi ga Ireba" (君がいれば; If You Are Here)                         | Mai Watarai, Nice73                                       | 3:40    |  |
| 10.                                | "I'll Be OK"                                                          | Dokebi Punch, Chokkyu Murano, Michael Yano                | 3:35    |  |
| 11.                                | "SOS Man"                                                             | J.Y. Park "The Asiansoul", Kenn Kato, Garfunkel           | 3:00    |  |
| 12.                                | "Breakthrough"                                                        | Yu Shimoji, NICE73                                        | 3:49    |  |
| 13.                                | "Forever"                                                             | Lee Junho, Shin Bong-won, Mai Watarai                     | 4:31    |  |
| Duração total:                     | Duração total:                                                        | Duração total:                                            | 45:28   |  |

| Faixa bônus (somente edição regular) |                                                                          |        |         |  |
| N.º                                  | Título                                                                   | Letras | Duração |  |
| 14.                                  | "Hanarete Ite Mo" (離れていても; Even When We're Apart) (Versão ao vivo) | Jun.K  |         |  |

| DVD (Edição Limitada Ver. A) |                                          |         |  |
| N.º                          | Título                                   | Duração |  |
| 1.                           | "Prologue of LEGEND OF 2PM"              |         |  |
| 2.                           | "LEGEND OF 2PM making movie"             |         |  |
| 3.                           | "Members’ Solo Off Shot Movie Woo Young" |         |  |
| 4.                           | "Members’ Solo Off Shot Movie Jun Ho"    |         |  |
| 5.                           | "Members’ Solo Off Shot Movie Taec Yeon" |         |  |
| 6.                           | "Members’ Solo Off Shot Movie Chan Sung" |         |  |
| 7.                           | "Members’ Solo Off Shot Movie Jun. K"    |         |  |
| 8.                           | "Members’ Solo Off Shot Movie Nick Khun" |         |  |

| CD Bônus (Edição Limitada Ver. B) |                                                       |         |  |
| N.º                               | Título                                                | Duração |  |
| 1.                                | "Sexy Lady" (solo de Woo-young)                       | 3:52    |  |
| 2.                                | "Say Yes" (solo de Jun-ho)                            | 4:21    |  |
| 3.                                | "Kimidakeni" (君だけに; Only You) (solo de Taec-yeon) | 3:34    |  |
| 4.                                | "Oh" (solo de Chan-sung)                              | 3:22    |  |
| 5.                                | "True Swag" (solo de Jun. K)                          | 4:17    |  |
| 6.                                | "Let It Rain" (solo de Nichkhun)                      | 3:32    |  |
| Duração total:                    | Duração total:                                        | 22:58   |  |

Existe também uma Edição Limitada PLAYBUTTON. Ela foi lançada em 7 edições diferentes. Cada uma possui as 13 faixas + 1 faixa bônus.
| Faixa bônus (versão original) |                                                                          |        |         |  |
| N.º                           | Título                                                                   | Letras | Duração |  |
| 14.                           | "Hanarete Ite Mo" (離れていても; Even When We're Apart) (Versão ao vivo) |        |         |  |

| Faixa bônus (versão de Woo-young) |                                 |        |         |  |
| N.º                               | Título                          | Letras | Duração |  |
| 14.                               | "Sexy Lady" (solo de Woo-young) |        |         |  |

| Faixa bônus (versão de Jun-ho) |                            |        |         |  |
| N.º                            | Título                     | Letras | Duração |  |
| 14.                            | "Say Yes" (solo de Jun-ho) |        |         |  |

| Faixa bônus (versão de Taec-yeon) |                                  |        |         |  |
| N.º                               | Título                           | Letras | Duração |  |
| 14.                               | "Kimidakeni" (solo de Taec-yeon) |        |         |  |

| Faixa bônus (versão de Chan-sung) |                          |        |         |  |
| N.º                               | Título                   | Letras | Duração |  |
| 14.                               | "Oh" (solo de Chan-sung) |        |         |  |

| Faixa bônus (versão de Jun. K) |                              |        |         |  |
| N.º                            | Título                       | Letras | Duração |  |
| 14.                            | "True Swag" (solo de Jun. K) |        |         |  |

| Faixa bônus (versão de Nichkhun) |                                  |        |         |  |
| N.º                              | Título                           | Letras | Duração |  |
| 14.                              | "Let It Rain" (solo de Nichkhun) |        |         |  |

## Histórico de lançamento
| País          | Data                    | Gravadora           |
| ------------- | ----------------------- | ------------------- |
| Japão         | 13 de fevereiro de 2013 | Ariola Japan        |
| Coreia do Sul | 13 de fevereiro de 2013 | JYP Entertainment   |
| Malásia       | 26 de fevereiro de 2013 | Sony Music Malaysia |